# Кладбище домашних животных (роман)
«Кла́дбище дома́шних живо́тных» (англ. Pet Sematary, искажённое «Pet Cemetery») — роман американского писателя Стивена Кинга, написанный в жанре ужасов с элементами готической литературы и впервые опубликованный в 1983 году издательством Doubleday. Согласно основной сюжетной линии, семья Кридов с двумя детьми переезжает в город Ладлоу, в котором недалеко от их нового дома соседские дети устраивают импровизированные похороны своих домашних животных. Призрак умершего пациента предупреждает Луиса, запрещая ему ходить за пределы Кладбища домашних животных, но Луис Крид неоднократно нарушает запрет.
Затрагивая тематику смерти, в повествовании Кинг использует страх потери ребёнка и некрофобию. Идея романа пришла к автору после похорон домашнего кота Смаки. Писатель посчитал роман настолько жутким, что после его написания отказался от планов отдать роман в печать. Однако из-за финансовых неурядиц с издательством Кинг дал согласие на издание произведения.
Роман был положительно принят как американской, так и британской публикой. Роман «Кладбище домашних животных» получил номинации на «Всемирную премию фэнтези» и премию «Локус». Литературные критики, посчитав книгу пугающей, отметили влияние творчества Уильяма Уаймарка Джекобса, Мэри Шелли и Натаниэля Готорна. Некоторые обозреватели остались недовольны поверхностностью использованных в произведении страхов. Роман был экранизирован в 1989 году режиссёром Мэри Ламберт. Новый фильм по мотивам произведения вышел на экраны в апреле 2019 года.

## Сюжет
36-летний доктор из Чикаго Луис Крид переезжает в новый дом в Ладлоу (штат Мэн) вместе с женой Рейчел и двумя детьми — 5-летней Эллен и 2-летним Гейджем. В первый день после переезда они знакомятся с соседом — 83-летним Джадсоном (Джадом) Крэндаллом, прожившем в этих местах всю свою жизнь; Луис и Джад становятся друзьями. Через несколько недель Джад приглашает семью Кридов на прогулку по тропинке, начинающейся позади дома Луиса, которая ведёт их на Кладбище домашних животных, где дети хоронили своих любимцев. На следующий день между Луисом и Рейчел возникает ссора — Рейчел не одобряет разговоров о смерти и походов в подобные места; позже выясняется, что Рейчел в детстве получила глубокую психологическую травму из-за смерти своей сестры Зельды от спинного менингита. Луис устраивается в медицинский центр при университете и ему приходится присутствовать при смерти студента Виктора Паскоу, попавшего в автокатастрофу; в своих последних словах, адресованных лично Луису (хотя это была их первая встреча), он упоминает Кладбище домашних животных. В эту же ночь призрак студента является к Луису во сне и отводит его на кладбище, где он строго предупреждает Луиса не заходить за его пределы вглубь леса. Луис просыпается на следующее утро, считая произошедшее ночным кошмаром, но обнаруживает, что его ноги испачканы землёй и хвоей.
Когда вскоре Рейчел с детьми уезжает в гости к своим родителями, любимого кота Эллен по кличке Уинстон Черчилль (сокращённо — Чёрч) сбивает грузовик. Джад знает, как Эллен дорог этот кот, и ведёт Луиса хоронить Чёрча не на Кладбище домашних животных, а на другое, которое находится за ним — на Могильник племени микмаков. Следуя указаниям Джада, Луис закапывает кота и сооружает над ним курган из камней. Следующим утром Чёрч возвращается домой, но уже не таким, как прежде — от него мерзко пахнет, его движения становятся заторможенными, а во время охоты он проявляет чрезмерную жестокость; постепенно Луис начинает жалеть о том, что кот дочери вернулся к жизни.
Через несколько месяцев Гейджа, который совсем недавно научился ходить, сбивает грузовик. Охваченный отчаянием Луис начинает думать о том, чтобы вернуть сына к жизни при помощи Могильника микмаков. Джад догадывается, что мысль о воскрешении Гейджа уже приходила в голову Луиса, и рассказывает ему историю про Тимоти (Тимми) Бэтермана, который вернулся со Второй мировой войны в гробу. Его отец (Уильям (Билли) Бэтерман) не смог смириться со смертью сына и воскресил его, но оживший юноша уже не был собой, а казался воплощением злобного всезнающего демона; в итоге Билли убил своего сына и затем покончил с собой. Также среди старожилов ходили слухи, что земли вокруг Могильника микмаков с давних пор стали прибежищем вендиго.
Несмотря на предупреждения Джада, горе Луиса подталкивает его на осуществление своего плана. Он, не говоря о своих намерениях, уговаривает Рейчел навестить своих родителей и забрать с собой Эллен. Луис выкапывает тело Гейджа из земли и хоронит его на Могильнике микмаков так же, как и Чёрча. В самолёте Эллен снится кошмар, в котором Виктор Паскоу, о котором она ничего не слышала, отводит её на Кладбище домашних животных и предупреждает о последствиях того, что собирается сделать её отец. Узнав о сне дочери, Рейчел летит из Чикаго обратно в Ладлоу, но в итоге (из-за опоздания на самолёт в Бостоне) ей приходится добираться до Ладлоу на автомобиле. Пока Луис спит, демон, вселившийся в мёртвого Гейджа, достаёт скальпель из его саквояжа и отправляется к Джаду и убивает его, а затем и приехавшую Рейчел. Проснувшись, Луис видит следы, ведущие к саквояжу и понимает, что произошло. С помощью смертельной дозы морфия Луис убивает Чёрча и Гейджа и сжигает дом Джада. Затем обезумевший Луис несёт тело Рейчел на Могильник микмаков и хоронит её там, считая, что она вернётся такой же, как и раньше, так как она умерла совсем недавно. Возвратившись домой, он раскладывает на кухне пасьянс, выпадает дама пик. Вскоре Рейчел кладёт руку на плечо Луиса и необычно глухим голосом говорит: «Дорогой»:167—175:161—164.

## Создание романа

### Написание
В начале 1979 года Стивен Кинг преподавал в Университете Мэна — он читал студентам спецкурс о писательском мастерстве. Чтобы не ездить через весь штат, он решил поселиться рядом с новым местом работы. После долгих поисков Кинг со своей семьёй переехал в арендованный дом на Ривер-роуд в Оррингтоне, в 5 километрах от Бангора:143—144. Дом располагался у оживлённого шоссе, на котором под колёсами автомобилей часто гибли животные. Однажды мальчик по имени Джон Левеск вместе с соседской девочкой Бетани Стэнчифилд подобрали на дороге небольшого зверька (по воспоминаниям — то ли белку, то ли мёртвого птенца) и похоронили его в песочнице на заднем дворе. Вскоре количество «жертв» увеличилось и захоронение перенесли на близлежащий холм. Животных перевозили на тележках, дети выкапывали могилку, хоронили трупы, мастерили надгробия и устраивали некое подобие поминок:158—160. Могилы стихийно располагались по спирали — древнего символа бесконечности. У входа на кладбище висела табличка, на которой с ошибками было выведено «Pet Sematary»:161—164. За кладбищем присматривали порядка 30 детей. Когда писатель узнал об этом месте, он решил использовать историю в одной из своих работ. Временами, когда Кинг хотел поработать в тишине, он отправлялся ближе к месту захоронения:158—160.
Будучи молодыми родителями, чета Кингов стала устраивать на лужайке у дома игры со своими детьми — Оуэном и Наоми. Жена писателя, Табита Кинг, вспоминала случай, повлиявший на книгу: «Как и большинству малышей, делающих первые шаги, Оуэну казалось, что убегать от мамы с папой ужасно забавно. Сразу после переезда в Оррингтон Оуэн устроил побег: пересёк лужайку и направился прямиком к шоссе, навстречу смертельной опасности. Мы его поймали, но оба перенервничали не на шутку. А Оуэн как ни в чём не бывало заливался смехом, глядя, как мама с папой рухнули на траву». Жертвой шоссе стал и домашний кот четы Кингов по кличке Смаки (англ. Smucky), погибший, пока Табита с Наоми отправились в магазин за покупками. Стивен хотел рассказать дочери, что кот убежал, но жена настояла на правдивой истории. Члены семьи соорудили надгробие и возложили цветы на могилу Смаки:158—160. Наоми плакала и требовала вернуть домашнего любимца обратно.
Идея романа пришла к писателю на третий день после погребения. Автора занимали мысли, что могло бы произойти, если бы он не открыл правду дочери; и что могло бы случиться, если бы кот вернулся на следующий день живой, но принципиально другой. Ночью писателю снились ходячие трупы, и он стал размышлять о похоронах и современных обычаях, окружающих смерть и погребение:
Помню, как пересекая дорогу, я подумал о смерти кота на шоссе — и (как мне показалось), представил, а что если ребёнок погибнет на этой дороге? У нас уже был опыт с бегущим Оуэном, которого я схватил и потащил назад, и две вещи просто собрались воедино. На одной стороне этой двухполосной дороги была мысль о возвращении кота, а на другой стороне шоссе был вернувшийся ребёнок. Я был захвачен идеей<…> Я сразу понял, что это и был роман.
Оригинальный текст (англ.)I can remember crossing the road, and thinking that the cat had been killed in the road — and (I thought) what if a kid died in that road? And we had had this experience with Owen running toward the road, where I had just grabbed him and pulled him back. And the two things just came together — on one side of this two-lane highway was the idea of what if the cat came back, and on the other side of the highway was what if the kid came back--so that when I reached the other side, I had been galvanized by the idea, but not in any melodramatic way. I knew immediately that it was a novel.
В 1980-х годах индейцы микмаки часто упоминались в новостях в связи с тем, что Правительство США признало притязания коренных американцев на земельные участки. Кинг определённо имел в виду газетные статьи о спорах вокруг продаж земли и использовал отголоски этих историй в диалогах между Луисом Кридом и Джадом Крэндаллом. Сверхъестественное существо Вендиго было «позаимствовано» писателем из фольклора индейцев, проживающих в штате Мэн. Согласно преданиям, этот мифический монстр бродит в лесу в зимнее время в поисках пищи и после того, как он проникает в человека, последний превращается в людоеда. Каждая из трёх частей романа начинается с парафраз, связанных с воскрешением Лазаря:60. Некоторые имена героев позаимствованы из Библии, другие же имеют религиозный смысл.
На написание романа у писателя ушло 3 года:161—164. Получившееся повествование вгоняло Кинга в депрессию:161—164, он сравнивал работу над «Кладбищем домашних животных» с бесконечным марафоном:158. Роман был окончен в декабре 1982 года:360, по альтернативным данным — в 1979 году.
Критики описывали несколько перекрёстных связей «Кладбища домашних животных» с другими работами Стивена Кинга:
- Есть мнение, что Гейдж Крид погиб по вине Атропоса, героя романа «Бессонница», который хранил его ботинок, как и вещи других своих жертв[17].
- Ближе к финалу романа Рейчел Крид проезжает мимо города Салемс-Лот, в котором разворачиваются события романа «Жребий»[1].
- Во время разговора с Луисом Джад Крэндалл упоминает бешеного сенбернара, убившего четырёх человек, что отсылает к роману «Куджо»[17].
- Волшебник из страны Оз также фигурирует в романе «Талисман»[18].

### Публикация
Кинг считал произведение самым жутким из того, что он написал. Табита называла роман отвратительным; ей было сложно читать и принимать историю о погибшем Гейдже Криде. Друг Стивена Питер Страуб, признав роман «Кладбище домашних животных» ужасным, посоветовал не издавать его. Кинг прислушался к советам, убрал роман в долгий ящик и занялся написанием романа «Мёртвая зона»:158—160. Писатель, по собственным признаниям, не мог представить ситуацию, при которой книга могла попасть на полки магазинов. Однако роман всё же был опубликован в некотором роде вынужденно. В контракте, заключённом в 1974 году с «Doubleday», содержалось условие о «Плане авторских инвестиций», согласно которому издатель имел право удерживать прибыль, выплачивая автору $ 50 000 в год и инвестируя оставшиеся средства. Книги писателя, имевшие огромный успех, приносили издательству миллионы, а писателю только небольшую толику этих доходов. Кинг просил расторгнуть договор и выплатить все причитающиеся ему средства, однако издатель по условиям договора не обязан был выполнять это требование:205—206. Стивен хотел подать иск, однако выход из сложившейся ситуации предложил литературный агент Кирби Маккоули. Он предложил Кингу предоставить издательству новый роман в обмен на выплату всех задолженностей. Так как все романы литературного альтер эго Кинга (Ричарда Бахмана) могли публиковаться только в «New American Library», Стивен дал согласие на издание «Кладбища домашних животных»:205—206.
Роман появился в продаже в ноябре 1983 года:407. «Эта книга вышла из тёмных закоулков моей души. Будь на то моя воля, я бы и сейчас не стал издавать „Кладбище домашних животных“. Мне она не нравится. Это ужасная вещь — не с точки зрения исполнения, просто она уводит на самый низ, в беспросветную тьму. Она словно говорит: „Ничто не поможет, и спасения нет“, — а ведь на самом деле я так не считаю», — говорил Кинг:217.
Первый тираж романа составил 350 000 экземпляров. К третей неделе продаж с учётом дополнительных тиражей разошлось 575 000 копий романа в твёрдом переплёте. К ноябрю 1984 года, вместе с продажами книги в мягком переплёте, продажи сошлись на отметке в 2 667 000 копий, а к маю 1989 — 4 400 000. Специальная версия романа тиражом в 750 экземпляров, посвящённая 30-летию со дня публикации, появилась в ноябре 2013 года. Она была проиллюстрирована Дэвидом Джентри и Марком Гейером, содержала предисловие от Рэмси Кэмпбелла и послесловие от Бева Винсента.
В 2014 году издательство «Cemetery Dance Publications» объявило, что роман выйдет в обновлённом негабаритном издании на плотной бумаге с новым предисловием вместе с пятью работами Кинга, издававшимися «Doubleday» с 1974 по 1983 годы.
Аудиокнига на английском языке вышла в 2001 году. Она была выпущена на компакт-дисках компанией «Simon & Schuster Audio». Текст читал актёрский ансамбль «BBC». 27 марта 2018 года появилась версия аудиокниги, зачитанная Майклом Си Холлом.
Впервые на русский язык роман был переведён Вадимом Эрлихманом и был нелегально издан издательством «Кэдмен» в 1993 году. Перевод был выполнен за 2 недели по ксерокопии книги, в которой не хватало некоторых фрагментов. Для окончания работы переводчик использовал полную версию романа, которую ему удалось отыскать в Библиотеке иностранной литературы:87—88. Так как Интернет в то время не был распространён, а обновлённых страноведческих словарей фактически не было, о значении многих сленговых слов приходилось догадываться; так, Эрлихман вспоминал, что в ключевой сцене гибели Гейджа Крида от удара грузовика у него из карманов вылетали батончики «Сникерс», хотя в оригинале имелись в виду спортивные тапочки (англ. sneakers):195—196. В разных вариантах перевода роман известен также как «Кошачье кладбище» (Игорь Багров), «Кладбище домашних любимцев» (Александр Тишин):370 и «КлаТбище домашних жЫвотных» (Татьяна Покидаева). Ранние версии переводов не были полностью аутентичны исходному тексту — в версии М. Грибановой отсутствует постельная сцена между Рейчел и Луисом, а в версии Эрлихмана подверглись сокращению многочисленные эпизоды романа (от нескольких абзацев до нескольких страниц текста).

## Критика
Многие критики называли роман пугающим. Некоторые считали «Кладбище домашних животных» страшнейшей книгой всех времён:31 и самой страшной из написанных Кингом. Стивен Спигнесси относил произведение к числу лучших литературных достижений писателя. «Time» поставил произведение на первое место в десятке книг автора, которым требуется продолжение.
Роман получил две номинации — на «Всемирную премию фэнтези» и на премию «Локус», по итогам которой он занял только седьмую позицию. Он продержался в рейтинге бестселлеров по версии «The New York Times» 32 недели, а по итогам 1983 года занял третье место среди самых продаваемых романов в твёрдом переплёте (год спустя упав до 12-го места). Согласно данным Американской ассоциации издателей за 1986 год, издание произведения в мягкой обложке было самой продаваемой книгой в жанре ужасов:125.
Роман был хорошо принят как американской, так и британской публикой. Книга заставляет задуматься о тьме человеческой души. Смутные намёки, дразнящая неизбежность, приятный темп повествования, по выражению «The Guardian», «обнажают внутренних демонов». Написанное напоминает страшилку в лавкрафтовском стиле. Некоторые авторы критиковали писателя за поверхностность использованных в произведении страхов. Томас Диш, обозреватель журнала «Сумеречная зона», писал, что ребёнок, вернувшийся из могилы, страшен, но куда хуже смерти нарушения мыслительной деятельности. Вторил ему Джон Херрон: «Я думаю, все согласятся, что вопрос отсталого ребёнка важнее, поскольку это более реалистично, чем сомнительная идея, что люди могут восстать из могилы»:32. Джесси Нэш, напротив, утверждал, что роман получил особую популярность только благодаря страху возвращения из мёртвых:175.

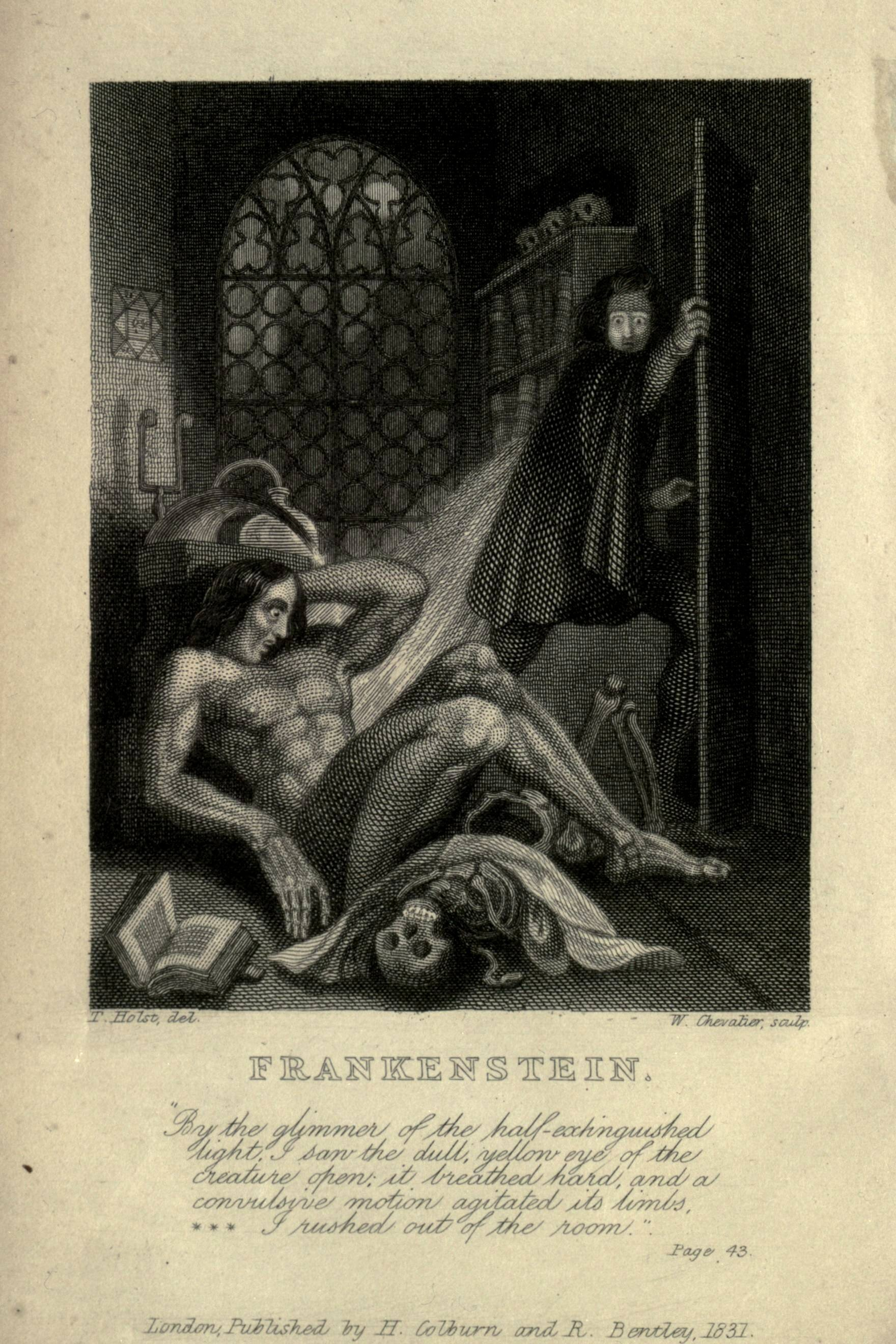
«Франкенштейн, или Современный Прометей» оказал существенное влияние на роман

Одна из главных идей романа свидетельствует о том, что ужас может вторгнуться в жизнь человека, приняв любой облик. Страх в произведении проявляется не только благодаря зомби и древним духам, но и в виде детской боязни Волшебника из страны Оз; его боялась Зельда Голдман (сестра Рейчел Крид) и он преследует Луиса Крида, нашёптывая ему на ухо о болезнях и смертях:163—164. В произведении Волшебник является символом непредсказуемого и безразличного зла:65. Некоторым рецензентам не понравилось нагромождение названий различных товаров. Однако то обстоятельство, что Луис Крид оплачивает похороны сына кредитной картой «MasterCard», не только создаёт эффект пугающей рекламной кампании, но и проецирует мир потребления, показывая читателям, что ужасные вещи из книги могут произойти в реальности.
Название романа на первый взгляд кажется глупым и безобидным. Будничное начало произведения сменяется душераздирающей невыносимой жестокостью. Кинг как рассказчик тонко использует бессознательное чувство враждебности и преследующее его чувство вины, свойственное людям, чувствующим рутину жизни и воспитывающим маленьких детей. По прошествии 3/4 книги Кинг неожиданно меняет акцент повествования, и оно от Луиса Крида смещается к другому персонажу — Рейчел Крид, позже меняя нескольких героев, с участием которых происходит основное действие. Несмотря на сильный импульс романа, эти перетасовки ослабляют «ужасающее» воздействие написанного.
Шокирующее окончание книги, связанное со смертью ребёнка, напоминает другой роман Кинга — «Куджо»:105. Также роман сравнивали с классическим хоррор-рассказом Уильяма Уаймарка Джекобса «Обезьянья лапка»:104 и с «Событиями на ферме Порос» Т. Э. Д. Клайна:26.
Жанрово книга «сопротивляется» категоризации. Мэри Фергюсон Фарр обнаруживала в ней влияние «Франкенштейна» Мэри Шелли, Тони Мэджистрейл видел сильное родство с тематикой работ Натаниэля Готорна, Славой Жижек относился к «Кладбищу домашних животных» как к трагедиям Софокла:167, а Марк Браунинг замечал интертекстуальные отсылки к «Преждевременному погребению» Эдгара По. По мнению Джесси Нэша, ключ к пониманию романа лежит не в классической литературной традиции, а в массовой культуре:167.
Как и во «Франкенштейне», в романе представлен анализ понятия свободной воли, и несмотря на бесспорное механистическое мировоззрение, персонажи обладают свободной волей, позволяющей осуществить моральный выбор:55. Луис, будучи одержимым фаустовской мечтой о человеческом бессмертии, приносит в жертву свои научные познания, убеждения и профессиональную этику. Луис Крид, как и Виктор Франкенштейн, воплощает в жизнь готический идеал, создавая живое из неживого. Оба персонажа, будучи искателями запретных знаний, преступают границы естественного, человеческого и божественного. Кинг, переработав традиционный материал, связал его с реальными тревогами читателя. Его интерпретация, основанная на американской социальной реальности, не копирует Мэри Шелли, а использует её идеи в качестве «культурного эха», чтобы резонанс этих мыслей яснее представал перед современным читателем:55, 61. События, происходящие в лесной части за Кладбищем домашних животных, напоминают повествование в художественной литературе Готорна. Человек теряет свою невинность в столкновении с трагическими обстоятельствами, в ходе борьбы он меняет свои моральные взгляды. Показывая отрицательные результаты этой борьбы, оба автора предполагают, что есть определённые тайны, которые человек должен научиться принимать, и этические барьеры, выходить за рамки которых возможно только в ущерб своей душе.

## Адаптации

### Экранизация 1989 года
Роман был экранизирован в 1989 году режиссёром Мэри Ламберт:268—269. Писатель отклонил предложение крупной студии, предлагавшей $ 1 000 000 за права на съёмки фильма, и продал их Джорджу Ромеро в обмен на символическую плату в $ 10 000 и некоторые преференции. Кинг самостоятельно написал сценарий, получил роль священника, а также настоял на съёмках в Мэне, поскольку был обеспокоен «депрессивной экономикой» штата. Ромеро, однако, режиссировать фильм отказался. Как давний поклонник «Ramones», писатель попросил группу написать новую песню для экранизации, и последние согласились. Картина снималась под чётким руководством Кинга, и итоговый результат ему понравился: «Мэри Ламберт проделала хорошую работу. Она пришла и не дрогнула»:120.
Критики отметили, что в целом фильм держит в напряжении, однако его заключительная часть с демоническим Гейджем Кридом была довольно неуклюже реализована — ребёнок больше напоминал куклу Чаки. Рейтинг «свежести» на агрегаторе «Rotten Tomatoes» составил 43%. Лента лидировала в прокате на протяжении трёх недель. При бюджете в $ 11 000 000 кассовые сборы составили $ 57 000 000.
Фильм был достаточно успешным и в 1992 году получил продолжение:268—269. Ламберт также режиссировала фильм, а сценаристом выступил Ричард Оуттен, добавивший символическому миру автора фрейдистский подтекст. По мнению критиков, в ленте удались спецэффекты — в противовес связности повествования и раскрытию персонажей.

### Экранизация 2019 года
В начале 2010-х годов студия «Paramount Pictures» планировала выпустить новую экранизацию романа. Сценарий готовили Дэвид Кайганич и Мэтт Гринберг, последний из которых ранее работал над адаптацией рассказа Стивена Кинга «1408»; позже их сменил Джефф Бахлер, написавший сценарий за 3 месяца.
В 2015 году Гильермо дель Торо заявил, что хотел бы снять экранизацию романа: «Очень мрачное произведение. Невозможно оторваться. Убил бы за возможность снять фильм по мотивам», — говорил он. Однако режиссировать картину первоначально поручили Хуану Карлосу Фреснадильо, а затем его сменили Кевин Колш и Деннис Уидмайер. В новой экранизации в главных ролях заняты Джейсон Кларк и Джон Литгоу.
Премьера состоялась 4 апреля 2019 года. Кинг положительно оценил эту экранизацию, его не смутили некоторые сюжетные изменения; в частности смерть Эллен, а не Гейджа: «Вы можете поехать по шоссе 301 и попасть в Тампу, а можете выбрать шоссе 17 и попасть в Тампу. В обоих случаях вы окажетесь в Тампе! Понимаете, к чему я? Для меня нет никакой разницы». В 2023 году фильм получил приквел с подзаголовком «Кровные узы», основанный на вольной трактовке одной главы из романа. «Сценарий допускает некоторые вольности, но это прекрасная история. Дэвид Духовны великолепен. Секрет, как всегда, в заботе о персонажах», — писал Кинг в сети Twitter.

### Радиопостановка
Роман также был адаптирован в формате радиопостановки по мотивам произведения, которая была впущена 20 февраля 1997 года «British Broadcasting Corporation»:19.